# Sztirol
| Sztirol |                                                 |
| \| \| \| |                                                 |
| IUPAC-név | sztirol                                         |
| Más nevek | vinilbenzol; etenilbenzol; fenetilén; feniletén |
| Kémiai azonosítók                                                                                               |                                                 |
| CAS-szám | 100-42-5                                        |
| PubChem | 7501                                            |
| ChemSpider | 7220                                            |
| EINECS-szám | 202-851-5                                       |
| KEGG | C07083                                          |
| ChEBI | 27452                                           |
| RTECS szám | WL3675000                                       |
| SMILES | c1ccccc1C=C                                     |
| InChIKey | PPBRXRYQALVLMV-UHFFFAOYSA-N                     |
| Beilstein | 1071236                                         |
| Gmelin | 2991                                            |
| UNII | 44LJ2U959V                                      |
| ChEMBL | CHEMBL285235                                    |
| Kémiai és fizikai tulajdonságok                                                                                 |                                                 |
| Kémiai képlet                                                                                                   | C8H8                                            |
| Moláris tömeg                                                                                                   | 104,15 g/mol                                    |
| Megjelenés | színtelen, olajszerű folyadék                   |
| Sűrűség | 0,909 g/cm³                                     |
| Olvadáspont | −30 °C (243,15 K)                               |
| Forráspont | 145 °C (418,15 K)                               |
| Oldhatóság (vízben)                                                                                             | < 1%                                            |
| Törésmutató (nD)                                                                                                | 1,5469                                          |
| Viszkozitás | 0,762 cP 20 °C-on (68 °F-on)                    |
| Kristályszerkezet                                                                                               |                                                 |
| Dipólusmomentum                                                                                                 | 0,13 D                                          |
| Veszélyek |                                                 |
| MSDS | MSDS                                            |
| EU osztályozás                                                                                                  | Ártalmas (Xn)                                   |
| Főbb veszélyek                                                                                                  | gyúlékony, mérgező                              |
| R mondatok | R10, R20, R36/38                                |
| S mondatok | (S2), S23                                       |
| Lobbanáspont | 31 °C                                           |
| LD50 | 2650 mg/kg (patkány, szájon át)                 |
| Rokon vegyületek                                                                                                |                                                 |
| Rokon | polisztirol sztilbén etilbenzol                 |
| Ha másként nem jelöljük, az adatok az anyag standardállapotára (100 kPa) és 25 °C-os hőmérsékletre vonatkoznak. |                                                 |
| |                                                 |

A sztirol egy telítetlen oldalláncú aromás szénhidrogén. Színtelen, kellemes szagú, erősen fénytörő folyadék. Vízben nem oldódik, de sok szerves oldószer jól oldja, alkohollal és éterrel korlátlanul elegyedik. Megtalálható a kőszénkátrányban. Régóta ismert vegyület. Egyes meleg égövön honos fák (Styrax-fajok, például Styrax benzoin: benzoefa) gyantájából annak vízgőz-desztillációjakor a gőzzel együtt távozik.

## Kémiai tulajdonságai
A sztirol kettős kötésének reakciókészsége nagy, reakcióképesebb az etilénnél. A telítetlen oldallánca mutatja az alkénekre jellemző reakciókat. Jellemzőek rá a telítetlen vegyületek addíciós reakciói. Brómot például könnyen addícionál, sztiroldibromid (1,2-dibróm-etilbenzol) keletkezik. Perbenzoesav hatására a kettős kötése oxidálódik, a sztirol 1,2-epoxietil-benzollá alakul. A kálium-permanganát már szobahőmérsékleten is könnyen benzoesavvá oxidálja, a kálium-permanganát oldatot a sztirol elszínteleníti. A sztirol kettős kötésének a reakciókészsége nagyobb, mint az etiléné, ezért már szobahőmérsékleten, de különösen napfény hatására könnyen polimerizálódik, színtelen, gyantaszerű anyaggá alakul. Ez az anyag a polisztirol.

## Előállítása
A sztirolt iparilag leginkább etilbenzol dehidrogénezésével állítják elő. Az etilbenzol gőze már túlhevítés hatására, 650 °C-on is könnyen sztirollá dehidrogéneződik. Iparilag katalitikus dehidrogénezéssel állítják elő, a katalizátor alumínium-oxid, bauxit vagy króm-oxidok lehetnek. Ezek jelenlétében a dehidrogéneződés alacsonyabb hőmérsékleten is lejátszódik, a hozam jó.
{\displaystyle \mathrm {C_{6}H_{5}{-}CH_{2}{-}CH_{3}\rightarrow C_{6}H_{5}{-}CH{=}CH_{2}+H_{2}} }
A fahéjsav mész jelenlétében hevítve sztirollá dekarboxilezhető. Polimerizációt gátló anyag (például hidrokinon) jelenlétében körülbelül 40%-os hozam érhető el.
{\displaystyle \mathrm {C_{6}H_{5}{-}CH{=}CH{-}COOH\rightarrow C_{6}H_{5}{-}CH{=}CH_{2}+CO_{2}} }
Acetilén ciklusos polimerizációjakor (60-70 °C-on, nyomás alatt, katalizátor jelenlétében) benzol mellett körülbelül 12% sztirol is képződik.

## Felhasználása
A sztirolt többnyire műanyagok, főként polisztirol gyártására használják. A polisztirol a legrégebben ismert műgyanták egyike. A polisztirol a sztirol polimerizációja során keletkezik, ami már állás közben is végbemegy. (A spontán polimerizáció inhibitorai például a kinonok és az aromás nitrovegyületek) A polimerizációt gyorsítja a melegítés, az erős megvilágítás, és bizonyos katalizátorok (például szerves peroxidok (például dibenzoilperoxid), ásványi savak, Lewis-savak). A polimerizáció peroxidkatalizátor jelenlétében gyökös mechanizmus szerint megy végbe. A polisztirol hőre lágyuló műanyag. Láncszerű makromolekula. Könnyen préselhető formákba. Színtelen, üvegszerű, átlátszó, rideg anyag, nagyon jó elektromos szigetelő. A habosított, extrudált vagy expandált (pl. hungarocell) polisztirol a leggyakrabban használt hőszigetelő anyag az építőiparban, de alkalmazzák többek között hűtőtáskák, bukósisakok és védőeszközök anyagaként, illetve a csomagolástechnikában.
A sztirol nemcsak önmagában polimerizálható, hanem más, telítetlen kötést vagy kötéseket tartalmazó vegyület jelenlétében is. Körülbelül 2% 1,4-divinilbenzol hozzáadásakor például térhálós szerkezetű polimer képződik. Az 1,4-divinilbenzol két reakcióképes vinilcsoportot tartalmaz, két különböző polimerláncba is beépülhet. A keletkező polimer kopolimer. Tulajdonságai különböznek a polisztiroltól, a polisztirol például benzolban, toluolban és szén-tetrakloridban oldódik, a térhálós kopolimer csak megduzzad ezek hatására.

## Környezetvédelem
Kutatók megfigyelték, hogy a lisztkukacok fogyasztják és egészségkárosodás nélkül képesek megemészteni a hungarocellt, így szerepük lehet a hulladékká vált műanyagféleség humusszá alakításában.